# João Guilherme, Duque de Saxe-Altemburgo
O duque João Guilherme de Saxe-Altemburgo (13 de Abril de 1600, Torgau - 2 de Dezembro de 1632, Brzeg) foi um membro da ramo ernestino da Casa de Wettin e um duque titular de Saxe-Altemburgo e de Jülich-Cleves-Berg.

## Vida
João Guilherme era o segundo filho do duque Frederico Guilherme I de Saxe-Weimar (1562–1602) e da sua segunda esposa, a condessa Ana Maria (1575–1643), filha de Filipe Luís, Conde Palatino de Neuburgo.
Após a morte do seu pai, João Guilherme herdou o Ducado de Saxe-Altemburgo juntamente com os seus irmão, João Filipe, Frederico e Frederico Guilherme II. Inicialmente, a guarda dos irmãos foi assumida pelo eleitor da Saxónia e pelo seu tio, João II.  Após a morte de João II em 1605, o eleitor passou a ser o seu único guardião.
Após a Guerra de Sucessão de Jülich, os irmãos receberam também as terras de Jülich, Cleves e Berg.  No entanto, foram apenas duques honorários e passaram a utilizar o seu brasão de armas.  Em 1612, os irmãos foram para a Universidade de Leipzig para completar a sua educação.  Em 1618, o irmão mais velho, João Filipe, atingiu a maioridade e passou a governar de forma independente. Os irmãos mais novos concordaram em deixá-lo governar sozinho em troca de uma compensação financeira.  Inicialmente, a validade do acordo era de apenas alguns anos.No entanto, em 1632 foi prolongado por tempo indefinido. João Guilherme foi uma viagem educacional à Itália, Holanda, França, Inglaterra e Hungria na companhia do seu irmão Frederico Guilherme.
Durante a Guerra dos Trinta Anos João Guilherme prestou serviço militar no exército da Saxónia. Em 1632, morreu de febre num campo do exército nos arredores de Brzeg.  Foi sepultado na Igreja de Santa Sofia em Dresden.

## Genealogia
| João Guilherme, Duque de Saxe-Altemburgo | Pai: Frederico Guilherme I, Duque de Saxe-Weimar | Avô paterno: João Guilherme, Duque de Saxe-Weimar    | Bisavô paterno: João Frederico I da Saxônia             |
| João Guilherme, Duque de Saxe-Altemburgo | Pai: Frederico Guilherme I, Duque de Saxe-Weimar | Avô paterno: João Guilherme, Duque de Saxe-Weimar    | Bisavó paterna: Síbila de Cleves                        |
| João Guilherme, Duque de Saxe-Altemburgo | Pai: Frederico Guilherme I, Duque de Saxe-Weimar | Avó paterna: Doroteia Susana do Palatinado-Simmern   | Bisavô paterno: Frederico III, Eleitor Palatino         |
| João Guilherme, Duque de Saxe-Altemburgo | Pai: Frederico Guilherme I, Duque de Saxe-Weimar | Avó paterna: Doroteia Susana do Palatinado-Simmern   | Bisavó paterna: Maria de Brandenburg-Kulmbach           |
| João Guilherme, Duque de Saxe-Altemburgo | Mãe: Ana Maria do Palatinado-Neuburgo            | Avô materno: Filipe Luís, Duque Palatino de Neuburgo | Bisavô materno: Wolfgang, Conde Palatino de Zweibrücken |
| João Guilherme, Duque de Saxe-Altemburgo | Mãe: Ana Maria do Palatinado-Neuburgo            | Avô materno: Filipe Luís, Duque Palatino de Neuburgo | Bisavó materna: Ana de Hesse                            |
| João Guilherme, Duque de Saxe-Altemburgo | Mãe: Ana Maria do Palatinado-Neuburgo            | Avó materna: Ana de Cleves                           | Bisavô materno: Guilherme, Duque de Jülich-Cleves-Berg  |
| João Guilherme, Duque de Saxe-Altemburgo | Mãe: Ana Maria do Palatinado-Neuburgo            | Avó materna: Ana de Cleves                           | Bisavó materna: Maria da Áustria                        |